# Fritz Nemitz
Fritz Nemitz (* 29. März 1892 in Lauenburg in Pommern; † 25. September 1968 in Tutzing) war ein deutscher Kunsthistoriker.

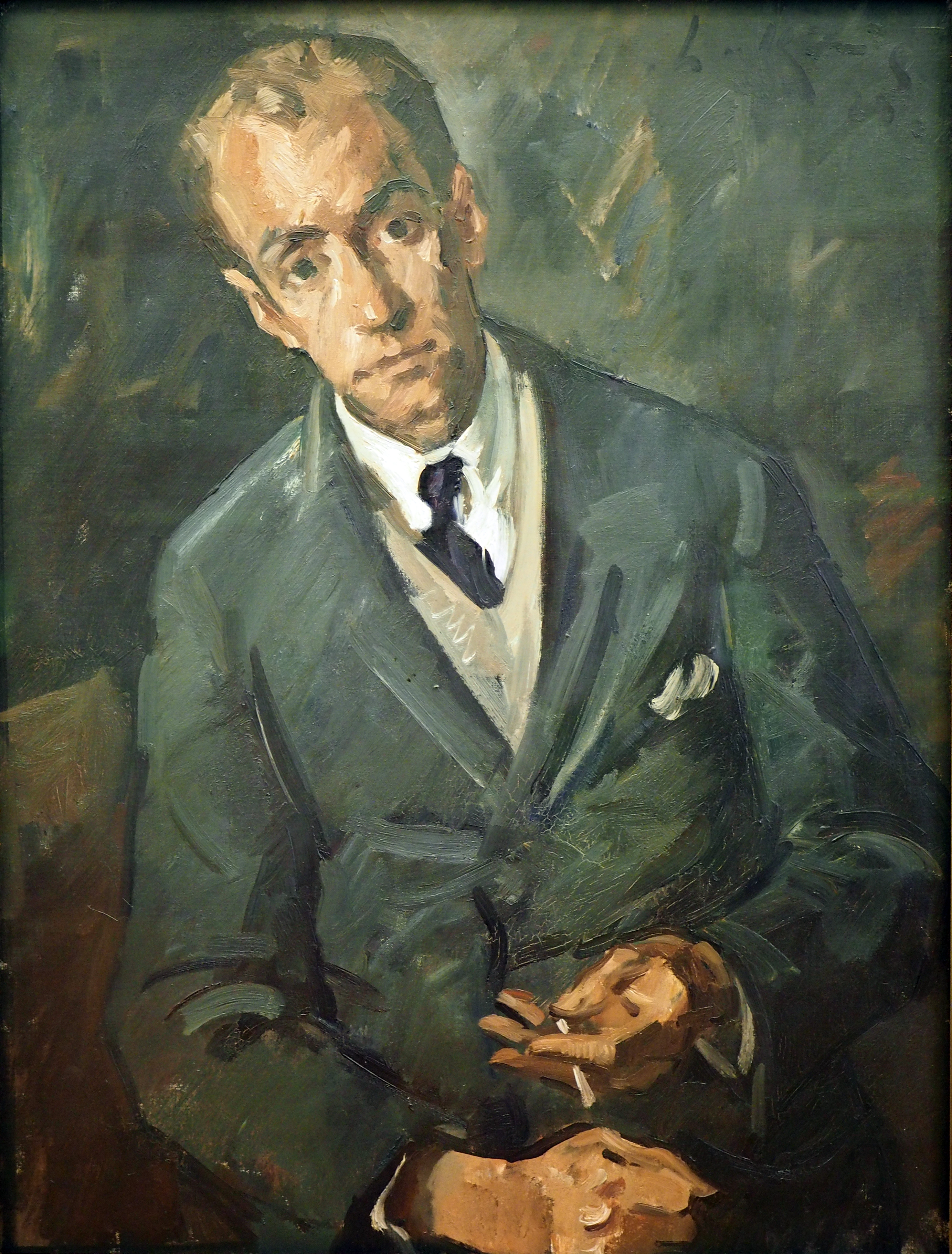
Fritz Nemitz (1925) von Leo von König

## Leben
Er studierte Kunstgeschichte, Germanistik und Philosophie an den Universitäten München, Prag, Berlin und Rostock. Seine Dissertation verfasste er 1921 unter dem Titel Graf Schack als Lyriker.
Nach der Promotion übte er ab 1922 publizistische Tätigkeiten in Berlin bei Zeitungen und Zeitschriften aus. Unter anderem war er bis 1932 Kunstkritiker beim Kunstblatt von Paul Westheim und bei der DVP-nahen Täglichen Rundschau, welche 1933 eingestellt wurde. Die längste Zeit war er für die liberale Vossische Zeitung tätig, welche 1934 eingestellt wurde. Dort wurde er durch die Reichsschrifttumskammer wegen seines Einsatzes für entartete Künstler (z. B. Barlach) entlassen.
Für das Berliner Tageblatt schrieb er von 1934 bis 1938.
Als Buchautor begann er mit Biografien von Ludwig Richter (1926), Leo von König (1930) und Caspar David Friedrich (1938). 
1939 wechselte er nach München, wo es noch etwas freier zuging, und fand eine Anstellung als freier Kunstkritiker bei den Münchner Neuesten Nachrichten. Er setzte diese Tätigkeit auch in der Nachfolgerzeitung Süddeutsche Zeitung fort.
Fritz Nemitz lebte zuletzt in Tutzing mit Ehefrau Marieluise und Sohn Andreas.

## Werke
- Gottfried Schadow. Der Zeichner. Mit 12 Faksimile-Reproduktionen nach Originalen aus dem Besitz der Nationalgalerie und der Akademie der Künste zu Berlin. 1937.
- Caspar David Friedrich. Die unendliche Landschaft. 1938.
- Goya. Ich habe es gesehen. 1940.
- Die Kunst Russlands. Baukunst, Malerei, Plastik. Vom 11. bis 19. Jahrhundert. 1940.
- Josef Steib. Maler und Radierer. 1941.
- Deutsche Malerei der Gegenwart. 1948.
- Vincent van Gogh. 1953.
- Henri de Toulouse-Lautrec: Montmartre. Mit einer Einführung von Fritz Nemitz, 1954.
- Unsterbliches Spanien. Meisterwerke aus drei Jahrhunderten. 1954.
- Kaleidoskop der Kunst. Aufsätze zur modernen Kunst. 1963.